# Kalle Sandell
Karl-Henry (Kalle) Ronny Samuel Sandell, född 31 januari 1953 i Kisa församling i Östergötlands län, är en svensk politiker (kristdemokrat).

## Biografi
Kalle Sandell föddes 1953. Han var ersättande riksdagsledamot från 3 oktober 1994 till 7 oktober 1994 för Mats Odell.